# Now or Never (bài hát của Halsey)
"Now or Never" là một bài hát của ca sĩ kiêm nhạc sĩ người Mĩ Halsey và là đĩa đơn mở đường cho album phòng thu thứ hai của cô, Hopeless Fountain Kingdom. Nó được phát hành ngày 4 tháng 4 năm 2017 bởi hãng đĩa Astralwerks cùng với video âm nhạc của nó. Ngoài ra, vào thời gian này Halsey cũng cho phép người hâm mộ đặt trước album mới của mình.

## Bối cảnh
Vào ngày 7 tháng 3 năm 2017, Halsey thông báo Hopeless Fountain Kingdom sẽ được phát hành vào tháng 6. Cô lựa chọn theo đuổi một chất nhạc phổ biến hơn, thị trường hơn cho album này. Bài hát được thông báo cùng với bìa đĩa của nó thông qua tài khoản mạng xã hội của Halsey một ngày trước khi chính thức ra mắt.

## Sáng tác
"Now or Never" được chắp bút bởi Halsey và Starrah cùng với 3 nhà sản xuất của nó; Cashmere Cat, Happy Perez và Benny Blanco. Blanco cũng được coi như một "bác sĩ trị liệu kì lạ" trong quá trình thu âm ca khúc. Halsey kể lại: "Chúng tôi đã thu âm xong bài hát và sẵn sàng để rời đi, và anh ấy (Blanco) hỏi thăm: "Này, tôi đã nghe những gì cô muốn nói trong bài hát rồi nhé. Cô có ổn không?". Kiểu như là anh ấy đã cảm nhận được bài hát chính là một lời cầu cứu, nhưng điều đó cũng tốt thôi vì nó đã giúp chúng tôi đồng cảm lẫn nhau." "Now or Never" được miêu tả là một bản nhạc pop đen tối kết hợp cùng với chất R&B chậm rãi. Về phần lời, nó cho thấy Halsey đưa ra một tối hậu thư cho người yêu của mình, yêu cầu anh ta yêu cô "ngay bây giờ hoặc không bao giờ".

## Đánh giá
Các nhà phê bình chỉ ra sự giống nhau của "Now or Never" và "Needed Me" của Rihanna và so sánh đoạn điệp khúc của nó với sản phẩm trước của Halsey là "Closer" (hợp tác với The Chainsmokers), cho rằng nó không tạo được dấu ấn như "Closer".

## Video âm nhạc
Video âm nhạc của bài hát được đạo diễn bởi chính Halsey và Sing J Lee, và đây cũng là sản phẩm đầu tiên mà Halsey đảm nhiệm vai trò đạo diễn. Nó được quay tại Thành phố México. Lấy cảm hứng tự bộ phim Romeo + Juliet (1996) do Baz Luhrmann đạo diễn, nó chứa nhiều cảnh bạo lực súng đạn.

## Diễn biến thương mại
Tại Hoa Kỳ, "Now or Never" vươn đến vị trí thứ 17 trên bảng xếp hạng Billboard Hot 100, trở thành đĩa đơn solo đầu tiên của Halsey vào được top 20 trên bảng xếp hạng này. Ở Vương quốc Anh, bài hát không gây được nhiều thành công khi chỉ dừng chân ở vị trí thứ 80 trên bảng xếp hạng UK Singles Chart. Tại Úc, bài hát vươn đến vị trí thứ 16.

## Xếp hạng
| Bảng xếp hạng (2017)                            | Vị trí cao nhất |
| ----------------------------------------------- | --------------- |
| Australia (ARIA)                                | 16              |
| Áo (Ö3 Austria Top 40)                          | 61              |
| Bỉ (Ultratip Flanders)                          | 24              |
| Canada (Canadian Hot 100)                       | 32              |
| Cộng hòa Séc (Singles Digitál Top 100)          | 30              |
| France (SNEP)                                   | 151             |
| Trường songid là BẮT BUỘC CHO BẢNG XẾP HẠNG ĐỨC | 98              |
| Ireland (IRMA)                                  | 42              |
| Italy (FIMI)                                    | 55              |
| Malaysia (RIM)                                  | 20              |
| Hà Lan (Single Top 100)                         | 84              |
| New Zealand (Recorded Music NZ)                 | 22              |
| Philippines (Philippine Hot 100)                | 64              |
| Scotland (OCC)                                  | 46              |
| Slovakia (Singles Digitál Top 100)              | 31              |
| Sweden (Sverigetopplistan)                      | 61              |
| Thụy Sĩ (Schweizer Hitparade)                   | 77              |
| Anh Quốc (OCC)                                  | 80              |
| Hoa Kỳ Billboard Hot 100                        | 17              |
| Hoa Kỳ Adult Pop Airplay (Billboard)            | 12              |
| Hoa Kỳ Dance Club Songs (Billboard)             | 18              |
| Hoa Kỳ Pop Airplay (Billboard)                  | 3               |
| Hoa Kỳ Rhythmic (Billboard)                     | 15              |
| Venezuela English (Record Report)               | 25              |

| Bảng xếp hạng (2017)      | Vị trí |
| ------------------------- | ------ |
| Úc (ARIA)                 | 75     |
| Canada (Canadian Hot 100) | 88     |
| Hoa Kỳ Billboard Hot 100  | 59     |

## Chứng nhận
| Quốc gia | Chứng nhận  | Số đơn vị/doanh số chứng nhận |
| --- | ----------- | ----------------------------- |
| Úc (ARIA) | 2× Platinum | 140.000‡                      |
| Brasil (Pro-Música Brasil) | Platinum    | 40,000‡                       |
| Canada (Music Canada) | Gold        | 0‡                            |
| Ý (FIMI) | Gold        | 25.000‡                       |
| New Zealand (RMNZ) | Gold        | 15.000‡                       |
| Hoa Kỳ (RIAA) | 2× Platinum | 2.000.000‡                    |
| * Chứng nhận dựa theo doanh số tiêu thụ. ^ Chứng nhận dựa theo doanh số nhập hàng. ‡ Chứng nhận dựa theo doanh số tiêu thụ và phát trực tuyến. |             |                               |